# Uhla (zwyczajna)
Uhla (zwyczajna) (Melanitta fusca) – gatunek dużego ptaka wodnego z rodziny kaczkowatych (Anatidae), zamieszkujący Eurazję. Narażony na wyginięcie.

## Systematyka
Obecnie uznaje się uhlę za gatunek monotypowy. Do niedawna za podgatunki M. fusca uznawano klasyfikowane obecnie jako odrębne gatunki: uhlę azjatycką (M. stejnegeri) i uhlę garbonosą (M. deglandi).

## Występowanie
Od Skandynawii po Jenisej w środkowej Syberii. Sporadycznie gnieździ się w Szkocji, na Islandii, Wyspie Niedźwiedziej, Wyspach Owczych i Svalbardzie. Niewielka izolowana populacja gnieździła się także w Azji Zachodniej – w Turcji, Armenii, Gruzji i Turkmenistanie; jest ona obecnie na granicy wymarcia – według stanu na 2018 rok, pozostało z niej prawdopodobnie jedynie 25–35 par gnieżdżących się na jeziorze Tabatskuri w Gruzji. Zimuje głównie na wodach i wybrzeżach Bałtyku (ponad 90% populacji), ale także Atlantyku i Morza Północnego od Półwyspu Iberyjskiego po Norwegię oraz w basenie Morza Śródziemnego, nad morzami Czarnym i Kaspijskim, nad Dunajem, a także nad jeziorami Alp i Europy Środkowej. Sporadycznie na Azorach i wybrzeżach północno-zachodniej Afryki.
W Polsce liczna na przelotach i zimą na wybrzeżu, regularnie pojawiająca się w głębi lądu. Jednak na zimowiskach zdecydowana większość ptaków przebywa na morzu, z dala od brzegu. Jest drugą co do liczebności (po lodówce) kaczką morską zimującą w polskiej strefie Bałtyku. Zimuje w październiku–kwietniu.

## Morfologia
WyglądSamiec czarny, z białą plamą wokół oka i białym lusterkiem. Dziób żółtopomarańczowy z czarną naroślą u nasady. Samica brązowa z białawymi plamami u nasady dzioba i za okiem, na skrzydle białe lusterko. Na brzuchu nieznaczne rozjaśnienie. Osobniki młodociane podobne do samicy, lecz o białawym brzuchu i bokach, oraz białawych cętkach na grzbiecie.
Wymiary średniedługość ciała: ok. 48–57 cm
długość skrzydła: 25–29 cm
rozpiętość skrzydeł: ok. 95 cm
masa ciała: ok. 800–2000 g

## Ekologia i zachowanie

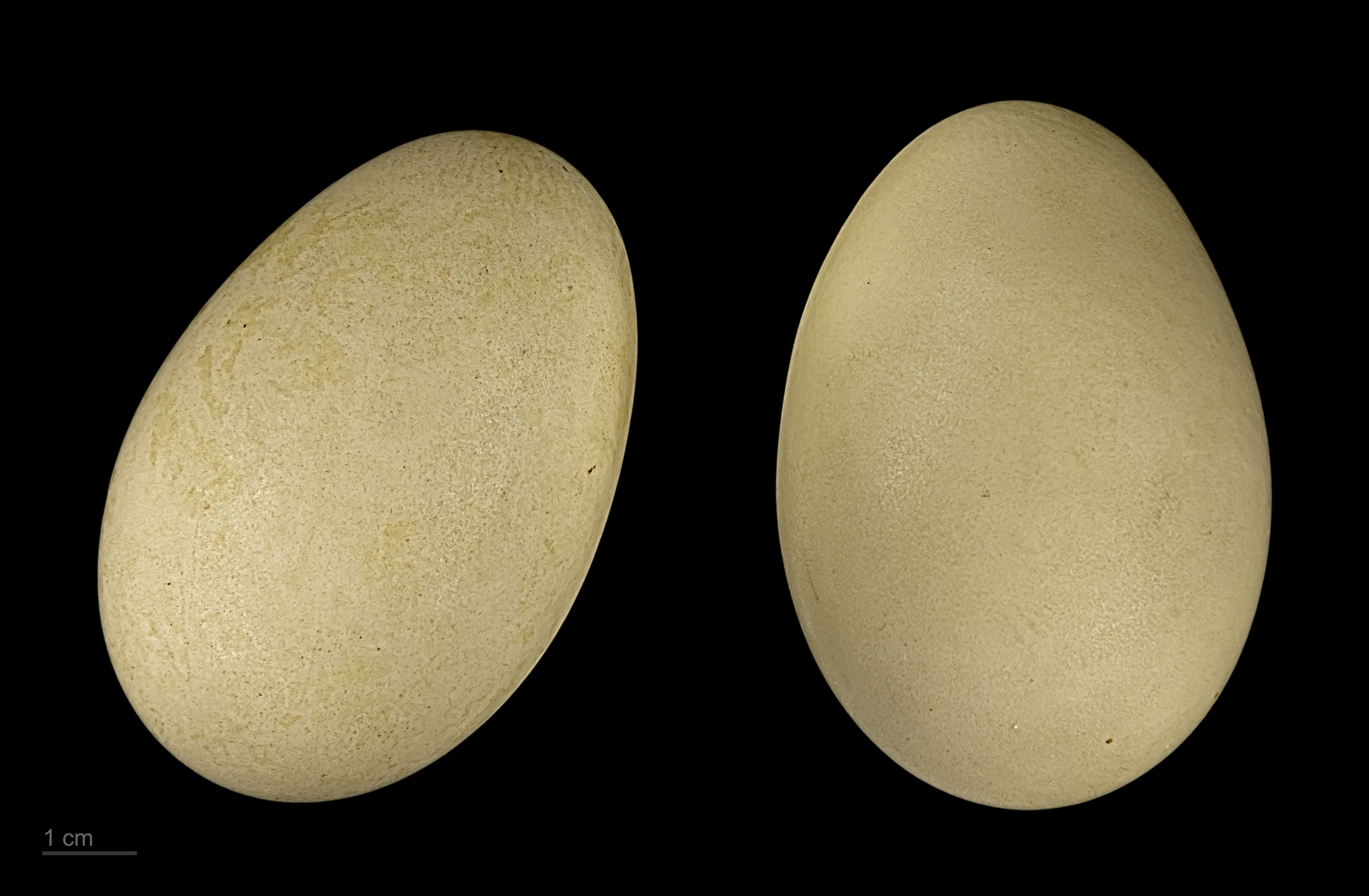
Jaja z kolekcji muzealnej

BiotopJeziora i rzeki w strefie tundry i tajgi. Zimuje nad brzegami mórz i dużymi jeziorami.
GniazdoNa ziemi, w zagłębieniu. W tajdze może być umieszczone w dziupli lub w norze.
JajaW ciągu roku wyprowadza jeden lęg (może go powtórzyć w przypadku utraty jaj lub potomstwa), składając w maju–czerwcu 5 do 17 kremowych lub różowawych jaj o średnich wymiarach 72 × 48 mm i średniej masie 92 g.
WysiadywanieJaja wysiadywane są przez okres 25 do 31 dni przez samicę. Pisklęta opuszczają gniazdo po wykluciu, usamodzielniają się po 30–40 dniach.
PożywieniePokarm zwierzęcy (głównie małże), sporadycznie uzupełniany przez rośliny. Pokarm zdobywa nurkując.

## Status i ochrona
W Czerwonej księdze gatunków zagrożonych Międzynarodowej Unii Ochrony Przyrody uhla od 2015 roku jest zaliczana do kategorii VU (gatunek narażony), wcześniej – od 2012 roku klasyfikowano ją jako gatunek zagrożony (EN). Liczebność światowej populacji w 2012 roku szacowano na 450 tysięcy osobników. Trend liczebności populacji jest silnie spadkowy.
W Polsce uhla jest objęta ścisłą ochroną gatunkową. W latach 2013–2018 liczebność populacji zimującej w polskiej części Morza Bałtyckiego szacowano na 107 700 – 243 100 osobników.